# Juliana van Nassau-Siegen (1587-1643)
Gravin Juliana van Nassau-Siegen (Slot Dillenburg, 3 september 1587 – Eschwege, 15 februari 1643), Duits: Juliana Gräfin von Nassau-Siegen (officiële titels: Gräfin zu Nassau, Katzenelnbogen, Vianden und Diez, Frau zu Beilstein), was een gravin uit het Huis Nassau-Siegen en door huwelijk landgravin van Hessen-Kassel.

## Biografie
Juliana werd op 3 september 1587 op Slot Dillenburg geboren als de tweede dochter van graaf Johan VII ‘de Middelste’ van Nassau-Siegen en diens eerste echtgenote, gravin Magdalena van Waldeck-Wildungen.
Juliana werd opgevoed in de strenge calvinistische leer, maar kreeg ook les in oude en nieuwe talen. Naast haar broers en zussen woonden ook de stiefbroers en -zussen uit het eerste huwelijk van haar moeder in het kinderrijke huishouden op Slot Dillenburg. Ook het huwelijk van haar oudste stiefbroer, Filips Lodewijk II van Hanau-Münzenberg, met gravin Catharina Belgica van Nassau, een dochter van prins Willem van Oranje, werd hier in 1596 voltrokken, een feestelijk hoogtepunt uit Juliana’s jeugd.
Slechts drie maanden na de dood van zijn eerste vrouw Agnes van Solms-Laubach, deed landgraaf Maurits ‘de Geleerde’ van Hessen-Kassel in februari 1603 de vijftienjarige Juliana een huwelijksaanzoek. Het huwelijk vond reeds drie maanden later plaats op Slot Dillenburg.
Door zijn huwelijk met Juliana werd de religiepolitiek van Maurits beïnvloed, doordat hij de nauwste verwantschapsbetrekkingen aanknoopte met het Huis Nassau-Siegen, dat in het Heilige Roomse Rijk een uitgesproken reformatorische politiek voerde. In de binnenlandse politiek werd door Juliana het gewicht van de calvinistische partij in Kassel versterkt, en daarmee de weerstand van Maurits tegen de adel, die over zijn politiek al ontevreden was, verscherpt. In de rijkspolitiek werd het landgraafschap Hessen-Kassel al spoedig naast de Keurpalts, die ook tot de Nassause verwanten behoorde, beschouwd als een protagonist van de calvinistische zaak.
Ondanks haar calvinistische opvoeding leidde Juliana samen met Maurits een tamelijk representatief hofleven, maar ze hechtte altijd belang aan haar financiële onafhankelijkheid en hield zorgvuldig haar uitgaven bij. Aangezien Maurits uit zijn eerste huwelijk drie zonen had, trachtte Juliana spoedig inkomsten en eigendomsrechten op haar kinderen te doen overgaan.
In de herfst van 1623 werden er troepen van de Katholieke Liga onder Tilly in Hessen-Kassel ingekwartierd. De diplomatieke reizen van Maurits naar de protestantse hoven in Noord-Duitsland vertoonden ondanks alle hectiek duidelijke trekken van escapisme. Niet alleen de Hessische standen, maar ook Juliana beschuldigden hem er openlijk van het land naar de ondergang te hebben geleid en het vervolgens in de steek te hebben gelaten. Toen de standen zelfstandig met Tilly in onderhandeling traden om de terugtrekking van de troepen van de Katholieke Liga of althans een vermindering van de oorlogslasten te verkrijgen, werden zij door Maurits van verraad beschuldigd. De breuk die aldus ontstond was definitief. De standen, de raadsheren en vooral Juliana drongen er bij Maurits op aan de regering neer te leggen. Op 17 maart 1627 moest hij aftreden ten gunste van zijn zoon Willem V. Daarvoor had Juliana in het huisverdrag van 12 februari 1627 een kwart van Hessen-Kassel – het zogenaamde Rotenburger Quart – voor haar en haar kinderen weten te bemachtigen om hun inkomen veilig te stellen. Nadat haar oudste zonen Herman en Frederik zonder erfgenamen waren gestorven, ontstond hieruit de door landgraaf Ernst gestichte zijlinie Hessen-Rheinfels-Rotenburg.
In het familieconflict met Maurits, die met haar streed over geld, huisraad en de opvoeding van de kinderen, kwam Juliana eerst op voor haar eigen belangen en daarna voor die van haar kinderen, echter zonder dat het tot een confrontatie met haar stiefzoon, de regerende landgraaf Willem V, kwam. Maar ze was ook heel actief in het conflict binnen haar eigen familie Nassau-Siegen. Ze kwam op voor de calvinisten in het graafschap Nassau-Siegen die te lijden hadden onder de rekatholiseringspogingen van haar tot de katholieke kerk bekeerde en in Spaanse dienst staande broer Johan VIII.
Juliana kon haar belangstelling voor het staatsbestuur in praktijk brengen nadat zij de desbetreffende kennis had opgedaan in het Rotenburger Quart, dat zij aanvankelijk samen met haar oudste zoon Herman bestuurde. Toen Maurits moest aftreden, bleef Juliana aanvankelijk op Slot Kassel wonen en verhuisde zij in 1629 met haar kinderen naar Rotenburg an der Fulda, terwijl Maurits aanvankelijk in Frankfurt en later in Eschwege woonde. Geconfronteerd met de oorlogsdreiging zocht Juliana in 1631 weer kort onderdak op Slot Kassel en woonde daarna tot haar dood in de Nassauer Hof aan de Fulda, later Packhof vor der Schlagd genaamd, dat Maurits haar al in 1617 geschonken had.
Zelfs in de buitenlandse politiek trad Juliana zelfbewust op; zo woonde zij in 1627 de keurvorstendag te Mulhouse bij en droeg ze bij tot de toenadering tussen de linies Hessen-Kassel en Hessen-Darmstadt in het zogenaamde ‘hoofdakkoord’. Van verreikende betekenis was het door haar in 1630 door bemiddeling van haar Oranje-Nassauverwanten opgenomen contact met Zweden, dat leidde tot het Zweeds-Hessische verbond van Werben in het volgende jaar, dat het landgraafschap Hessen-Kassel stevig aan Zweden bond.
Juliana overleed op 15 februari 1643 in Eschwege. Ze werd op 23 maart 1643 begraven in Kassel. Adolphus Fabritius schreef een Leichenpredigt voor haar, die in 1643 in Kassel werd uitgegeven.

## Huwelijk en kinderen

Juliana en Maurits met alle 14 kinderen, waarvan sommigen elkaar echter nooit hebben ontmoet, omdat ze al overleden waren voor de geboorte van de jongsten. Schilderij van August Erich, 1618–1628, Gemäldegalerie Alte Meister, Museumslandschaft Hessen Kassel.

Juliana huwde met landgraaf Maurits ‘de Geleerde’ van Hessen-Kassel (Kassel, 25 mei 1572 – Eschwege, 15 maart 1632). De Beilager vond plaats op Slot Dillenburg op 21 mei 1603Jul. en de Heimführung in Kassel op 4 juni 1603Jul.. Uit dit huwelijk werden de volgende kinderen geboren:
1. Filips (Kassel, 26 november 1604 – Lutter am Barenberge, 17 augustus 1626), was officier in het Deense leger.
2. Agnes (Kassel, 13/14 maart 1606 – Dessau, 28 mei 1660), huwde in Dessau op 18 mei 1623 met vorst Johan Casimir van Anhalt-Dessau (Dessau, 7 december 1596 – aldaar, 15 september 1660).
3. Herman (Kassel, 15 augustus 1607 – Rotenburg an der Fulda, 25 maart 1658), landgraaf van Hessen-Rotenburg. Huwde eerst in Waldeck, op 31 december 1633 met zijn nicht gravin Sofia Juliana van Waldeck-Wildungen (Wildungen, 1 april 1607 – Ziegenhain, 15 september 1637) en hertrouwde in Weimar op 2 januari 1642 met prinses Cunegonda Juliana van Anhalt-Dessau (Dessau, 17 februari 1608 – Rotenburg an der Fulda, 26 september 1683).
4. Juliana (Marburg, 7 oktober 1608 – Kassel, 11 december 1628).
5. Sabina (Kassel, 5 juli 1610 – aldaar, 21 mei 1620).
6. Magdalena (Kassel, 25 augustus 1611 – Bedburg, 12 februari 1671), huwde in Rotenburg an der Fulda op 27 april 1646 met graaf Erik Adolf van Salm-Reifferscheid (1 februari 1619 – 18 april 1678).
7. Maurits (Kassel, 13 juni 1614 – aldaar, 16 februari 1633), was ritmeester in het Zweedse leger.
8. Sofia (Kassel, 12 september 1615 – Bückeburg, 22 november 1670), huwde in Stadthagen op 12 oktober 1644 met graaf Filips I van Schaumburg-Lippe (Slot Brake bij Lemgo, 18 juli 1601 – 10 april 1681).
9. Frederik (Kassel, 9 mei 1617 – Kosten, 24 september 1655), landgraaf van Hessen-Eschwege. Huwde in Stockholm op 6 september 1646 met paltsgravin Eleonora Catharina van Zweibrücken-Kleeburg (Stegeborg, 17 mei 1626 – Osterholz bij Bremen, 3 maart 1692).
10. Christiaan (Kassel, 5 februari 1622 – Bückeburg, 14 november 1640), was commandant van een compagnie in het Zweedse leger.
11. Ernst (Kassel, 8 december 1623 – Keulen 2 mei 1693), landgraaf van Hessen-Rheinfels. Huwde eerst in Frankfurt am Main op 10 juni 1647 met gravin Maria Eleonora van Solms-Hohensolms (16 december 1632 – Keulen, 12 augustus 1689) en hertrouwde (morganatisch) in Burcht Rheinfels op 3 februari 1690 met Alexandrina Ernestina Maria Juliana von Dürnizl (Straubing, ca. 1673 – Keulen, 22 december 1754).
12. Christina (Kassel, 9 juli 1625 – aldaar, 25 juli 1626).
13. Filips (Kassel, 28 september 1626 – Rotenburg an der Fulda, 8 juli 1629).
14. Elisabeth (Kassel, 23 oktober 1628 – aldaar, 10 februari 1633).

## Voorouders
| Voorouders van Juliana van Nassau-Siegen | Voorouders van Juliana van Nassau-Siegen                                                                  | Voorouders van Juliana van Nassau-Siegen                                                                  | Voorouders van Juliana van Nassau-Siegen                                                                  | Voorouders van Juliana van Nassau-Siegen                                                                  | Voorouders van Juliana van Nassau-Siegen                                                                  | Voorouders van Juliana van Nassau-Siegen                                                                  | Voorouders van Juliana van Nassau-Siegen                                                                   | Voorouders van Juliana van Nassau-Siegen                                                                   |
| ---------------------------------------- | --- | --- | --- | --- | --- | --- | --- | --- |
| Betovergrootouders                       | Johan V van Nassau-Siegen (1455–1516) ⚭ 1482 Elisabeth van Hessen-Marburg (1466–1523)                     | Botho III van Stolberg-Wernigerode (1467–1538) ⚭ 1500 Anna van Eppstein-Königstein (1481–1538)            | Johan IV van Leuchtenberg (1470–1531) ⚭ 1502 Margaretha van Schwarzburg-Blankenburg (1482–1518)           | Frederik V ‘de Oudere’ van Brandenburg-Ansbach (1460–1536) ⚭ 1479 Sofia van Polen (1464–1512)             | Filips I van Waldeck-Waldeck (1445–1475) ⚭ 1464 Johanna van Nassau-Siegen (1444–1468)                     | Willem van Runkel (?–1489) ⚭ 1454 Irmgard van Rollingen (?–1514)                                          | Gerlach II van Isenburg-Grenzau (?–1500) ⚭ 1455 Hildegard van Sierck (?–1490)                              | Hendrik van Hunolstein-Neumagen (?–1486) ⚭ 1466 Elisabeth van Boulay (?–1507)                              |
| Overgrootouders                          | Willem I ‘de Rijke’ van Nassau-Siegen (1487–1559) ⚭ 1531 Juliana van Stolberg-Wernigerode (1506–1580)     | Willem I ‘de Rijke’ van Nassau-Siegen (1487–1559) ⚭ 1531 Juliana van Stolberg-Wernigerode (1506–1580)     | George III van Leuchtenberg (1502–1555) ⚭ 1528 Barbara van Brandenburg-Ansbach (1495–1552)                | George III van Leuchtenberg (1502–1555) ⚭ 1528 Barbara van Brandenburg-Ansbach (1495–1552)                | Hendrik VIII van Waldeck-Wildungen (1465–1513) ⚭ vóór 1492 Anastasia van Runkel (?–1502/03)               | Hendrik VIII van Waldeck-Wildungen (1465–1513) ⚭ vóór 1492 Anastasia van Runkel (?–1502/03)               | Salentijn VII van Isenburg-Grenzau (vóór 1470–1534) ⚭ Elisabeth van Hunolstein-Neumagen (ca. 1475–1536/38) | Salentijn VII van Isenburg-Grenzau (vóór 1470–1534) ⚭ Elisabeth van Hunolstein-Neumagen (ca. 1475–1536/38) |
| Grootouders                              | Johan VI ‘de Oude’ van Nassau-Siegen (1536–1606) ⚭ 1559 Elisabeth van Leuchtenberg (1537–1579)            | Johan VI ‘de Oude’ van Nassau-Siegen (1536–1606) ⚭ 1559 Elisabeth van Leuchtenberg (1537–1579)            | Johan VI ‘de Oude’ van Nassau-Siegen (1536–1606) ⚭ 1559 Elisabeth van Leuchtenberg (1537–1579)            | Johan VI ‘de Oude’ van Nassau-Siegen (1536–1606) ⚭ 1559 Elisabeth van Leuchtenberg (1537–1579)            | Filips IV van Waldeck-Wildungen (1493–1574) ⚭ 1554 Jutta van Isenburg-Grenzau (?–1564)                    | Filips IV van Waldeck-Wildungen (1493–1574) ⚭ 1554 Jutta van Isenburg-Grenzau (?–1564)                    | Filips IV van Waldeck-Wildungen (1493–1574) ⚭ 1554 Jutta van Isenburg-Grenzau (?–1564)                     | Filips IV van Waldeck-Wildungen (1493–1574) ⚭ 1554 Jutta van Isenburg-Grenzau (?–1564)                     |
| Ouders                                   | Johan VII ‘de Middelste’ van Nassau-Siegen (1561–1623) ⚭ 1581 Magdalena van Waldeck-Wildungen (1558–1599) | Johan VII ‘de Middelste’ van Nassau-Siegen (1561–1623) ⚭ 1581 Magdalena van Waldeck-Wildungen (1558–1599) | Johan VII ‘de Middelste’ van Nassau-Siegen (1561–1623) ⚭ 1581 Magdalena van Waldeck-Wildungen (1558–1599) | Johan VII ‘de Middelste’ van Nassau-Siegen (1561–1623) ⚭ 1581 Magdalena van Waldeck-Wildungen (1558–1599) | Johan VII ‘de Middelste’ van Nassau-Siegen (1561–1623) ⚭ 1581 Magdalena van Waldeck-Wildungen (1558–1599) | Johan VII ‘de Middelste’ van Nassau-Siegen (1561–1623) ⚭ 1581 Magdalena van Waldeck-Wildungen (1558–1599) | Johan VII ‘de Middelste’ van Nassau-Siegen (1561–1623) ⚭ 1581 Magdalena van Waldeck-Wildungen (1558–1599)  | Johan VII ‘de Middelste’ van Nassau-Siegen (1561–1623) ⚭ 1581 Magdalena van Waldeck-Wildungen (1558–1599)  |